# Charly (filme)
Charly (br: Os Dois Mundos de Charly) é um filme americano de 1968 do gênero drama dirigido por Ralph Nelson e estrelado por Cliff Robertson, que fez o papel de um homem com deficiência intelectual, de 30 anos, que após uma operação no cérebro transforma-se num gênio. O ator venceu o oscar de melhor ator por sua atuação em 1969. O roteiro de Stirling Silliphant foi adaptado do livro Flores para Algernon, de Daniel Keyes. A trilha sonora foi composta e interpretada por Ravi Shankar.
O primeiro DVD do filme foi lançado pela MGM em Março de 2005.

## Elenco
- Cliff Robertson — Charlie "Charly" Gordon
- Claire Bloom — Alice Kinian
- Lilia Skala — Dra. Anna Straus
- Leon Janney — Dr. Richard Nemur
- Ruth White — Sra. Apple
- Dick Van Patten — Bert
- Edward McNally — Gimpy
- Barney Martin — Hank
- William Dwyer — Joey
- Dan Morgan — Paddy